# Halbturn
Halbturn est une commune d'Autriche, dans le Burgenland. Elle fait partie de l'arrondissement de Neusiedl am See.